# (2572) Annschnell
(2572) Annschnell es un asteroide que forma parte del cinturón de asteroides y fue descubierto el 17 de febrero de 1950 por Karl Wilhelm Reinmuth desde el Observatorio de Heidelberg-Königstuhl, Alemania.

## Designación y nombre
Annschnell se designó al principio como 1950 DL.
Más adelante, en 1991,fue nombrado en honor de la astrónoma austriaca Anneliese Schnell (1941-2015).

## Características orbitales
Annschnell está situado a una distancia media del Sol de 2,391 ua, pudiendo acercarse hasta 2,04 ua y alejarse hasta 2,743 ua. Tiene una inclinación orbital de 5,139 grados y una excentricidad de 0,1471. Emplea en completar una órbita alrededor del Sol 1351 días.

## Características físicas
La magnitud absoluta de Annschnell es 13,2 y el periodo de rotación de 6,328 horas.